# Dúo Dinámico
 (juillet 2018).
Si vous disposez d'ouvrages ou d'articles de référence ou si vous connaissez des sites web de qualité traitant du thème abordé ici, merci de compléter l'article en donnant les références utiles à sa vérifiabilité et en les liant à la section « Notes et références ».
Dúo Dinámico est un duo musical espagnol très populaire en Espagne dans les années 1960.

## Biographie
Le groupe est fondé en 1959 par Manuel de la Calva Diego et Ramón Arcusa Alcón, compositeurs de plus de 800 chansons, interprètes et producteurs. Le duo vend plusieurs millions de disques et joue dans plusieurs films. Ce sont les pionniers du pop-rock en Espagne.